# Cryphia simulatricula
Cryphia simulatricula är en fjärilsart som beskrevs av Achille Guenée 1852. Cryphia simulatricula ingår i släktet Cryphia och familjen nattflyn. Inga underarter finns listade i Catalogue of Life.